# جف فن در لیندن
جف فن در لیندن (هلندی: Jef Van Der Linden; ۲ نوامبر ۱۹۲۷ – ۸ مهٔ ۲۰۰۸) بازیکن فوتبال اهل بلژیک بود.
از باشگاه‌هایی که در آن بازی کرده‌است می‌توان به باشگاه فوتبال رویال آنتورپ اشاره کرد.